# Henry Morgenthau Senior

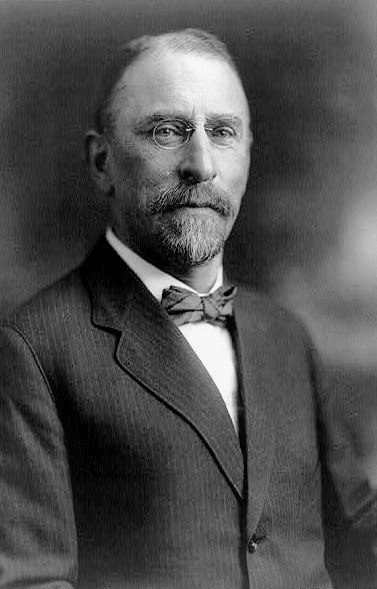
Henry Morgenthau Senior

Henry Morgenthau (ur. 26 kwietnia 1856, Mannheim – 25 listopada 1946) – amerykański biznesmen i dyplomata.
Urodził się w rodzinie Żydów bawarskich, Lazarusa i Babette Morgenthauów. Był ich dziewiątym dzieckiem. Ojciec miał doskonale prosperujące zakłady tytoniowe zatrudniające ponad 1000 osób. Podczas wojny secesyjnej w USA w 1862 r. wprowadzono cło m.in. na europejskie produkty tytoniowe, dlatego ojciec w 1866 r. emigrował do Stanów, aby na miejscu założyć fabrykę. Henry Morgenthau senior emigrował z rodziną do Stanów Zjednoczonych jako mały chłopiec. Po studiach prawniczych, dorobił się fortuny początkowo jako handlarz nieruchomościami w Nowym Jorku, potem jako inwestor na giełdzie i bankier. Henry Morgenthau senior był też wybitnym działaczem żydowskim w Stanach Zjednoczonych końca XIX wieku, jednym z pionierów emancypacji Żydów w USA.
Jako zwolennik Woodrowa Wilsona wspierał finansowo Partię Demokratyczną, a nawet został skarbnikiem (Finance Chairman) Narodowego Komitetu wyborczego Demokratów przed wyborami w 1912 roku.
Po wyborze Woodrowa Wilsona na prezydenta Henry Morgenthau został w 1913 roku mianowany ambasadorem U.S.A. w Konstantynopolu. W czasie jego misji w Turcji doszło do rzezi Ormian (1915). Ocenia się, że zginęło wtedy w Turcji 1,5 miliona osób, bądź to w wyniku masowych morderstw, bądź w wyniku przymusowych przesiedleń i zagłodzenia. W opublikowanej potem książce Ambassador Morgenthau's Story Morgenthau zawarł m.in. jedną z pierwszych relacji na ten temat.
Przed wyborami prezydenckimi 1916 roku Henry Morgenthau Senior powrócił do Stanów Zjednoczonych i był ponownie skarbnikiem Narodowego Komitetu wyborczego Demokratów. Po ponownym wyborze Woodrowa Wilsona na prezydenta Morgenthau pracował w Departamencie Stanu, gdzie był specjalistą od Bliskiego Wschodu.

Latem 1919 roku Henry Morgenthau Senior stanął na czele amerykańskiej misji rządowej, mającej na celu zbadanie traktowania Żydów w Polsce. W skład komisji wchodzili m.in. oficerowie amerykańscy i angielscy. Wyniki badań misji zostały opublikowane 3 października 1919 roku jako tzw. Raport Morgenthaua. 
Uczestniczył w paryskiej konferencji pokojowej 1919–1920.
Był ojcem amerykańskiego polityka Henry’ego Morgenthaua (juniora).